# 1er régiment de spahis algériens
Pour les articles homonymes, voir 1er régiment.
Le 1er régiment de spahis algériens est une unité de cavalerie de l'armée française. Il est le premier des régiments de Spahis employés par l'armée d'Afrique. Il participe aux guerres coloniales françaises en Afrique et en Extrême-Orient, à la Première et à la Seconde Guerre mondiale et enfin à la guerre d'Algérie. Il est dissout en 1964.

## Création et différentes dénominations
- 1834 : création du corps des spahis réguliers d'Alger[1]
- Licencié le 31 août 1839[1]
- 1841 : création du corps unique de spahis réguliers[1]
- 1845 : les spahis réguliers de la région d'Alger forment le 1er régiment de spahis[1]
- 1921 : prend le nom de 1er régiment de spahis algériens (1er RSA)[2]
- 1939 : dispersion des éléments en deux groupes de reconnaissance[2]
- 1942 : création du 1er régiment de spahis algériens de marche (1er RSAM)[2]
- 1943 : devient le 1er régiment de spahis algériens de reconnaissance (1er RSAR)[2]
- 1946 : dissolution du 1er RSAR qui devient le 1er régiment de chasseurs d'Afrique[2]
- 1946 : recréation du 1er régiment de spahis algériens par changement de nom du 5e régiment de spahis algériens[2]
- 1958 : devient le 1er régiment de spahis[2]
- 1964 : dissolution par changement de nom en 9e régiment de hussards[3]

## Chefs de corps
- 1834 - 1839 : colonel Marey[1]
- 1842 - 1845 : colonel Youssouf[1]

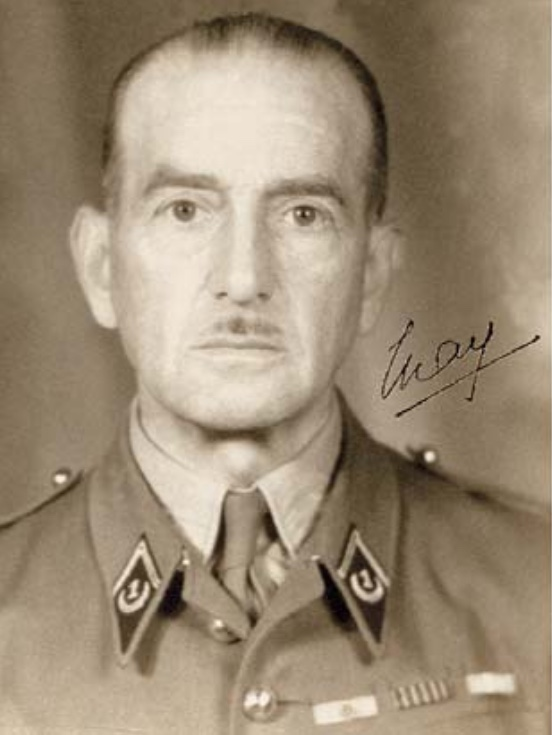
Le colonel Marc vers 1936-1939.

- 1845 - 1850 : colonel Eugène Daumas[1],[4]
- 1850 - 1855 : colonel Lauër[1],[5]
- 1855 - 1859 : colonel Gustave-Hyacinthe Law de Lauriston[1],[6]
- 1859 - 1870 : colonel Louis Alexandre Désiré Abdelal[1]
- 1870 - 1871 : colonel Létuvé[1]
- 1871 - 1873 : colonel Goursaud[1]
- 1873 - 1876 : colonel Reboul[1]
- 1876 - 1880 : colonel Collignon[1]
- 1880 - 1884 : colonel Canard[1]
- 1884 - 1889 : colonel Béchade[1]
- 1889 - 1890 : colonel Ben Daoud[1]
- 1890 - 1891 : colonel Guérin d'Agon[1]
- 1891 - 1894 : colonel Gravier de Vergennes[1]
- 1894 - 1899 : colonel Lagarde[1]
- 1899 - ... : colonel de Fry[1]
- 1935 - 1940 : colonel Olivier Marc[7]
- 1939 (1940?) : colonel d'Allonville[2]
- 1942 - 1944 : colonel Hennoque[2]
- 1944 - 1945 : colonel Bonvalot[2]
- 1945 - 1948 : colonel Lebel[2]
- 1948 - ? : colonel Borghetti[2]
- 1952 - 1954 : colonel Chapard[2]
- 1954 - 1956 : lieutenant-colonel Ceccaldi[8]
- 1956 - 1957 : lieutenant-colonel Julien[8]
- 1957 - 1959 : lieutenant-colonel Richard[8]
- 1959 - 1960 : lieutenant-colonel Pavillon[8]
- 1960 - 1962 : lieutenant-colonel Biosse-Duplan[8]
- 1962 - 1963 : lieutenant-colonel Bigot[8]
- 1963 - 1964 : lieutenant-colonel Poumarède[2]

## Historique des garnisons, campagnes et batailles

### 1834 à 1870

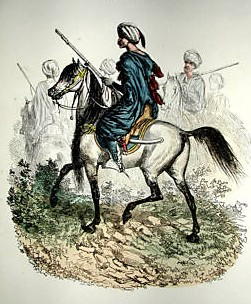
Armand-Octave-Marie d’Allonville commande les gendarmes maures, qui en 1841 vont porter une tenue à l'orientale, similaire à celle des spahis.

Créé le 10 septembre 1834 avec 214 cavaliers venus du 1er régiment de chasseurs d'Afrique en Algérie française.
Le 1er régiment de spahis est créé à Blida en octobre 1845, selon une ordonnance royale du 21 juillet, en regroupant les escadrons de spahis stationnés dans la région d'Alger. Ces derniers avaient participé au combat de Taguine (ou bataille de la Smala) en 1843 et à la bataille d'Isly en 1844. Opérant en 1846 dans le djebel Amour, le régiment reçoit son premier étendard dès 1848.
Le régiment participe au Siège de Zaatcha en 1849 et le 3 octobre le brigadier Abdelkader Ben Kassem prend l'étendard de Sidi-el-Djoudi, chef des Zouaouas.
En 1854, les trois régiment de spahis (1er, 2e et 3e spahis) détachent des volontaires pour participer à la guerre de Crimée. De même, en 1870, ces trois mêmes régiments détachent des pelotons pour former un escadron de marche de spahis algériens et un régiment d'éclaireurs algériens qui participent à la guerre franco-allemande. Ils reviennent en Algérie le 15 mars.

### 1870 - 1914
Le 3e escadron combat au Tonkin de 1885 à 1889, au sein du régiment de marche de cavalerie du Tonkin. Un détachement du 1er spahis est envoyé au Dahomey en 1892.
Au Maroc dès 1907, le régiment participe aux opérations de « pacification » puis est envoyé en France durant la Grande Guerre.

### Première Guerre mondiale
Les escadrons du 1er RSA combattent sur le Front de l'Ouest en France, au Maroc et sur le front de Palestine  aux côtés des Britanniques contre les Ottomans.

### Entre-deux-guerres

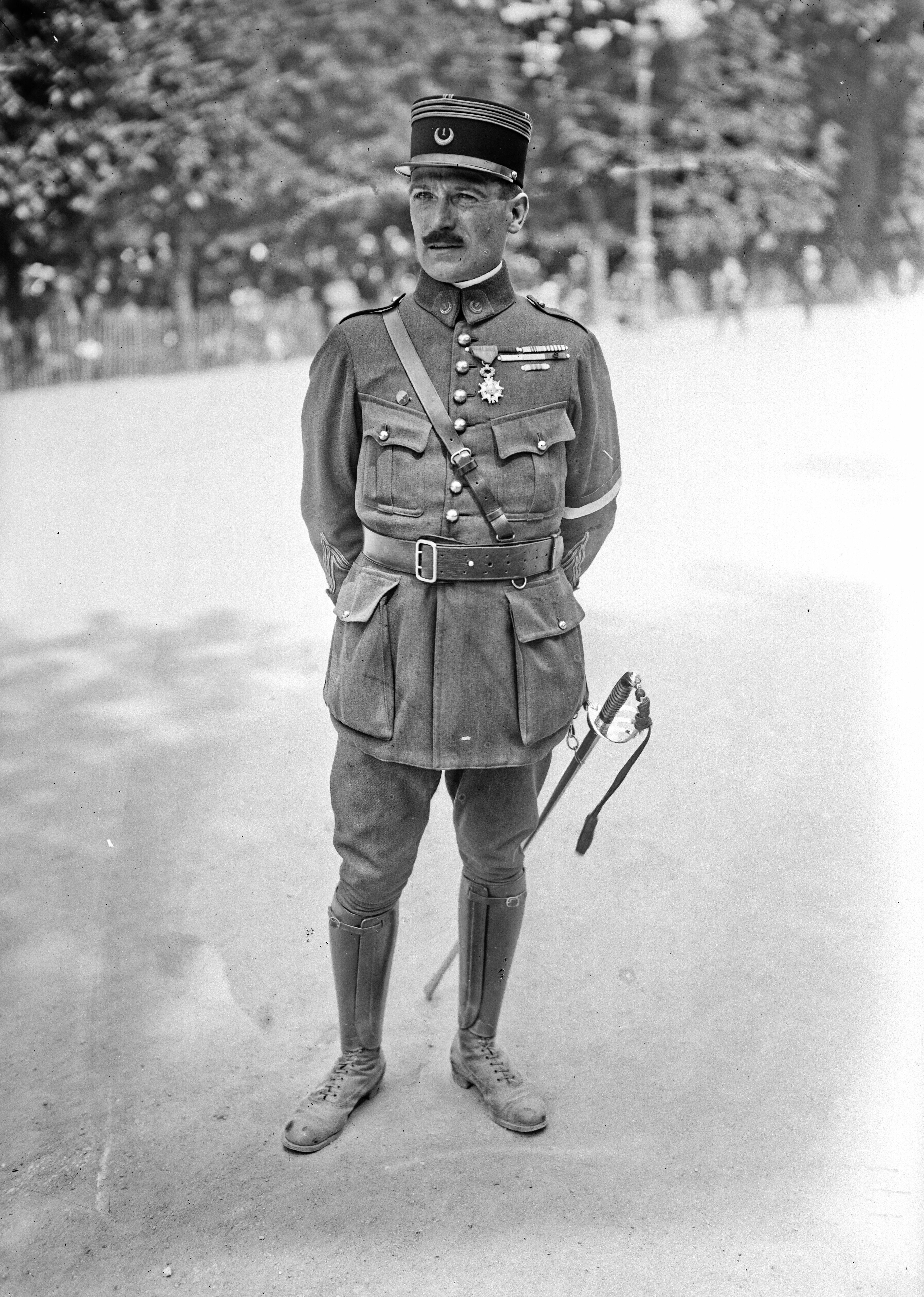
Un capitaine du 1er RSA en 1921.

En 1925 et 1926, il sert au Levant.

### Seconde Guerre mondiale

#### 1939
Le Groupement de Cavalerie est destiné à former à la mobilisation des Groupes de Reconnaissance. Aussi, dès la déclaration de guerre, le 1er régiment de spahis algériens disparaît en tant que tel pour se répartir et donner naissance à deux groupes de reconnaissance :
- 81e Groupe de Reconnaissance de Division d’Infanterie (81e GRDI)
- 85e Groupe de Reconnaissance de Division d’Infanterie (85e GRDI)

#### 1942
Le 1er RSA est reformé en Algérie en 1942, il compte un EM, un escadron hors rang et trois groupes d'escadrons[réf. souhaitée] :
- État-major :
  - Chef de corps : Colonel Hennoque
  - Second : Commandant Sabarots
  - Renseignements : Capitaine de Montille
  - Transmissions : Lieutenant Grondale
  - Équipes de 37 : Lieutenant (R) Varnier
  - Service Auto : Lieutenant Teule
  - Service de Santé : Médecin-Capitaine Maurin
  - Service Vétérinaire : Capitaine Pasquini
- Escadron Hors Rang : Capitaine Bonnafont
- 1er Groupe d'Escadrons : Cdt Jeunechamp
  - 1er Escadron : Capitaine de Carne
  - 2e Escadron : Lieutenant de Pontcharra
- 2e Groupe d'Escadrons : Commandant Micciolo
  - Adjoint: Lieutenant (R) Camus
  - 3e Escadron : Capitaine Langlois
  - 4e Escadron : Capitaine Galan
- 3e Groupe d'Escadrons : Capitaine Barbier Sainte Marie
  - Adjoint : Lieutenant (R) Krieger
  - 5e Escadron : Capitaine d'Achon
  - 6e Escadron : Lieutenant Bérard

#### 1943
Pendant la campagne de Tunisie, en 1943, le 1er spahis algériens fait partie de la division de marche d'Alger. Il s’illustre au combat de Kranguet Ouchtatia  (13 janvier) et à celui d'Ousseltia (20 au 22 janvier).

#### 1944
Débarquant en France, en octobre 1944, en réserve de la Ire Armée, il est engagé en Alsace, participe à la rupture de la Trouée de Belfort.

#### 1945
Il franchit ensuite le Rhin et poursuit en territoire allemand. Il reçoit une citation à l’ordre de l’armée pendant la campagne d'Allemagne.

### De 1945 à nos jours
Recréé par transformation du 5e RSA en garnison de Médéa en 1946, le 1er RSA conserve cette garnison. De juillet à octobre 1954, deux escadrons sont détachés en Tunisie et en 1955 un escadron est détaché au Maroc. Le participe ensuite aux opérations de la guerre d'Algérie.
En avril 1963, il est à Constantine au quartier Gallifet. Il déménage en mai 1963 pour Orléansville puis à Fort de l'Eau au camp du Lido fin 1963[réf. souhaitée]. Il quitte l'Algérie depuis le port militaire d'Alger à la mi juin 1964 en embarquant pour partie à bord du BDC "Bidassoa" dernier bâtiment à appareiller en compagnie d'éléments du 9e Bima à destination de la France à Provins et Coulommiers[réf. nécessaire].

## Traditions

### Uniforme

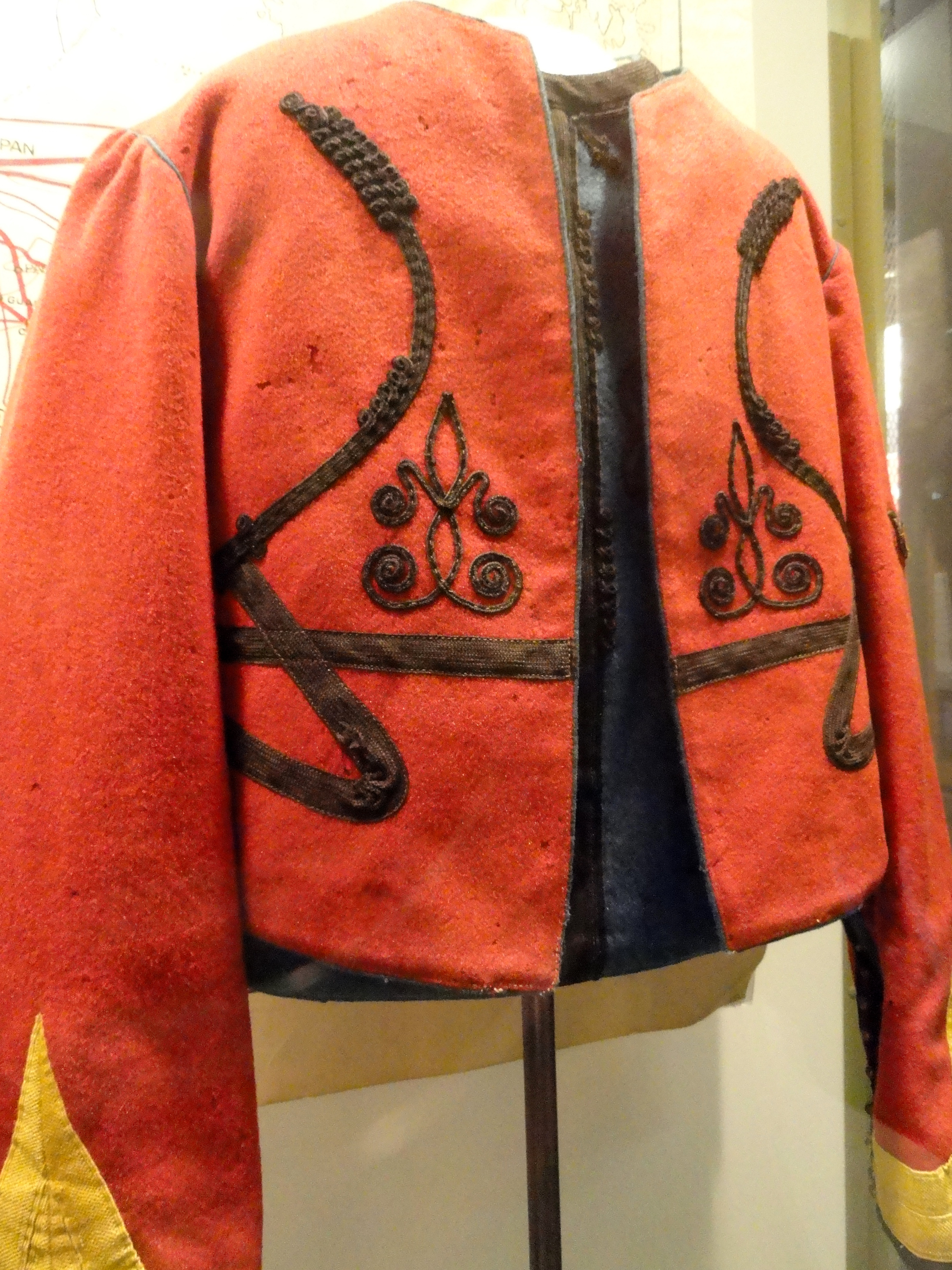
Boléro de spahis du 1er RSA, avec le tombô (couleur distinctive) rouge (en l’occurrence le tombô est la zone délimitée par les arabesques de la tresse décorative noire).

Les spahis de la province d'Alger, dont ceux du 1er RSA, portent un tombô rouge sur leurs burnous et boléros.

### Insigne
L'insigne, qui n'a subit que des modifications mineures au cours de l'histoire du régiment, du 1er RSA est créé en 1938 sous le commandement du colonel Olivier Marc. Il comporte trois éléments, un losange représentant la patte de collet du régiment, un croissant de lune et la main de Fatima,. De 1951 à 1956, l'insigne est inscrit dans une roue dentée, symbole de la mécanisation du régiment.

### Devise
Entreprends sans crainte et tu réussiras.[réf. nécessaire]

### Étendard du régiment
Il porte, cousues en lettres d'or dans ses plis, les inscriptions suivantes, :
- Taguin 1843
- Isly 1844
- Tedjenna 1845
- Temda 1845
- Zaatcha 1849
- Extrême-Orient 1884-1885
- Maroc 1907-1913
- L'Aisne 1915
- Artois 1914-1915
- Ousseltia 1943
- AFN 1952-1962

Sa cravate est décorée :
De la Fourragère aux couleurs du ruban de la Croix de guerre 1914-1918 décernée le 4 janvier 1919, puis de la Croix de guerre 1939-1945 avec une palme et une étoile vermeil.

## Personnalités ayant servi au sein du régiment
- François Charles du Barail (1820-1902), ministre de la Guerre, sert au 1er spahis en 1853-1854 ;
- Antoine Beaudemoulin (1857-1927), général, lieutenant au régiment en 1883 ;
- Mohamed Ben Daoud (1837-1912), officier d'origine algérienne, colonel du 1er spahis en 1889 ;
- Rémy Raffalli (1913-1952), tué en Indochine, au 1er RSA en 1936 ;
- Jacques Fitamant (1905-1980), résistant français, Compagnon de la Libération.